# Jancarlos
Jancarlos de Oliveira Barros (Natividade, 15 agosto 1983 – San Paolo, 22 novembre 2013) è stato un calciatore brasiliano che giocava come difensore.
È morto nel 2013 all'età di 30 anni a seguito di un incidente stradale.

## Caratteristiche tecniche
Gioca come difensore laterale destro.

## Carriera

### Club
Ha iniziato la carriera nel 2001 con la maglia del Fluminense, giocando 40 partite e segnando una rete; trasferitosi alla Juventude con la formula del prestito, nel 2005 è stato acquistato dal Clube Atlético Paranaense, nel quale diventò un titolare fisso, guadagnandosi il trasferimento ai campioni del Brasile in carica, il San Paolo, giocando però 14 partite prima di passare al Cruzeiro.

## Palmarès

### Club

#### Competizioni nazionali
- Campionato brasiliano: 1

San Paolo: 2008
- Campionato Carioca: 2

Fluminense: 2002
Botafogo: 2010
- Campionato Paranaense: 1

Atlético-PR: 2005
- Campionato Mineiro: 1

Cruzeiro: 2009